# ホテルパールシティ神戸
ホテルパールシティ神戸（ホテルパールシティこうべ）は、兵庫県神戸市にあるホテル。当ホテルを運営するホテルマネージメントインターナショナルの本社を併設する。

## 概要
ホテルマネージメントインターナショナルの本社が置かれるグループの旗艦ホテルである。ポートアイランドの都心、神戸コンベンションコンプレックスエリアに立地する。オープンは1991年で、宿泊料金の視点からはビジネスホテルとされるが、結婚式場や宴会場、レストラン、ラウンジ、キッズルーム、シャトルバスからクリーニング等までシティホテルと同等の施設・サービスを備えるため、シティホテルにカテゴライズされることも多い。
2024年4月に、HMIがマリオット・インターナショナルと戦略的パートナーシップを結び、当ホテルも改装・リブランド対象ホテルとなった。改装ののち、マリオットのブランドの一つであるコートヤードを冠し、「コートヤード・バイ・マリオット神戸」とリブランドされる予定。

## 施設
- 客室 - 381室
  - シングル（19㎡） - 98室
  - ダブル（20 - 28㎡） - 23室
  - ツイン（20 - 28㎡） - 236室
  - トリプル - 20室
  - フォース（37㎡） - 2室
  - スイート（48㎡） - 2室
- キッズプレイルーム
- ライブラリーラウンジ
- レストラン&カフェ「プラシャンティ」80席
- 宴会場
  - グランドパール - 正賓120名・立食200名収容
  - パールルーム - 正賓100名・立食150名収容
  - 真珠の間
  - ルビールーム - 正賓30名・立食50名収容
  - エメラルドルーム - 正賓50名・立食70名収容
  - 羽衣の間 - 正賓12名収容
  - 末広の間 - 正賓12名収容
  - トパーズイースト - 正賓330名収容
  - トパーズウエスト - 正賓250名収容
- 会議室
  - 501会議室 - 正賓36名・立食40名収容
  - 502会議室 - 正賓60名・立食80名収容
  - 503-505会議室 - 正賓100名・立食120名収容

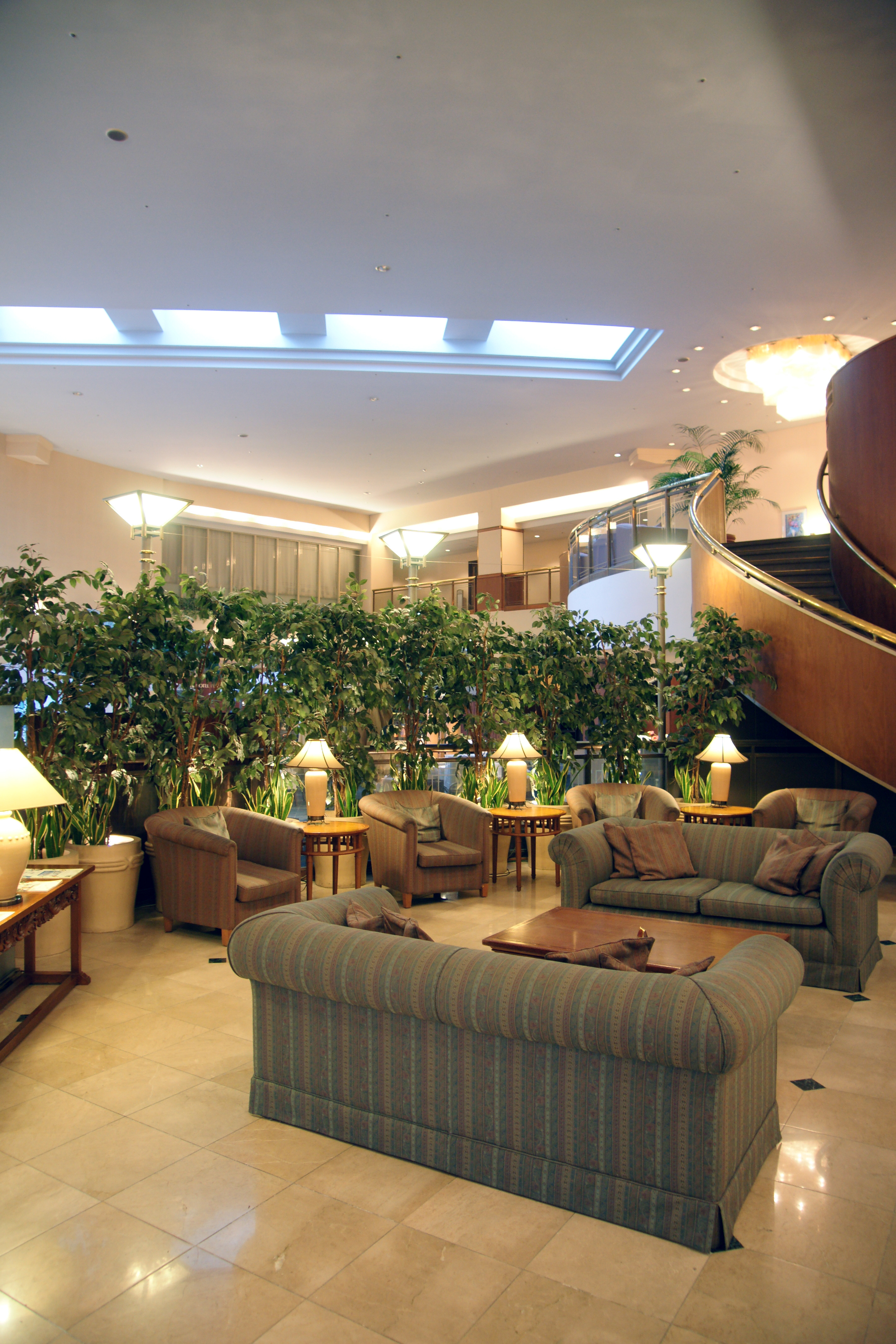
ロビー
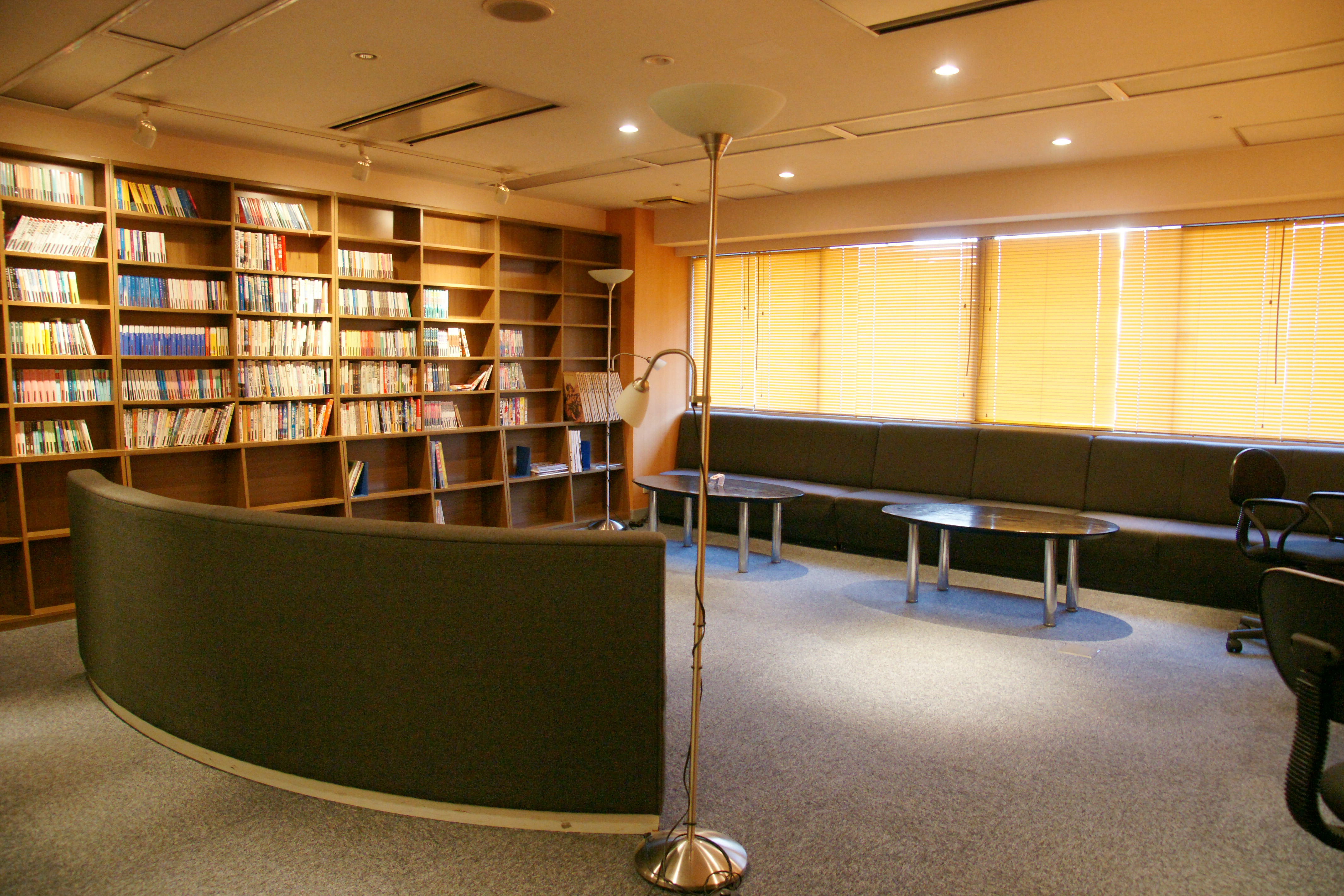
ライブラリーラウンジ
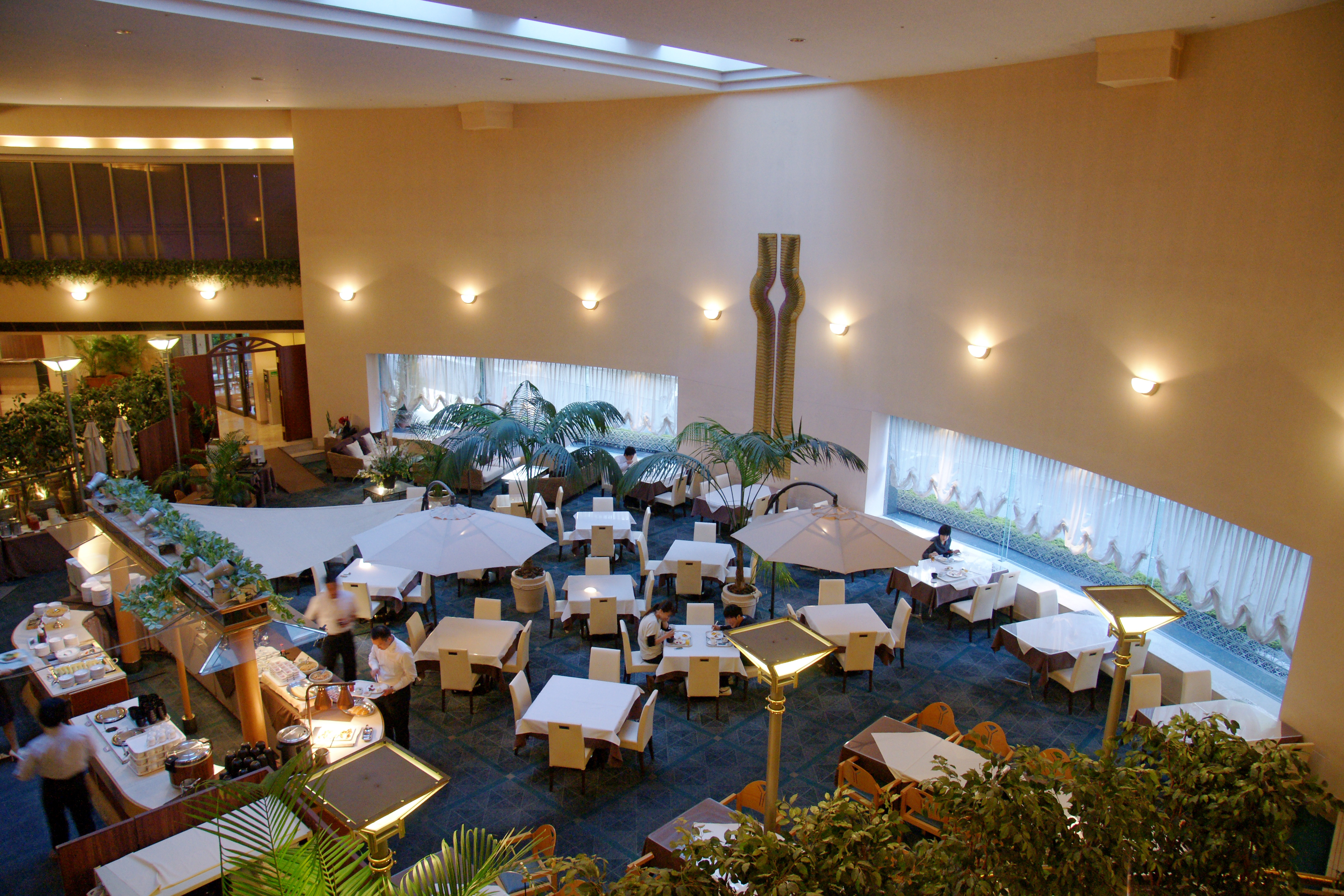
レストラン「プラシャンティ」
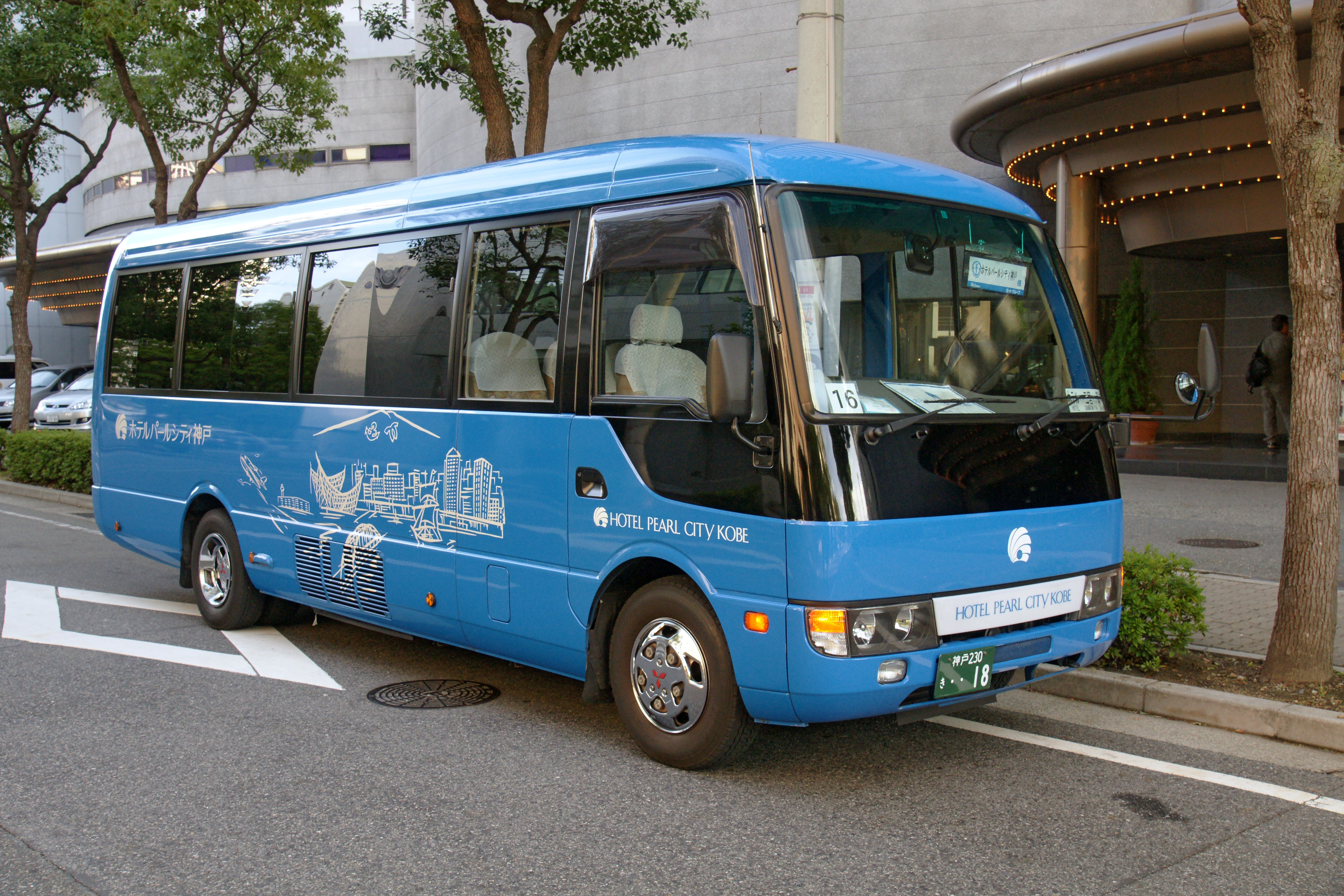
シャトルバス

## 建築概要
- 建築年 - 1991年（平成3年）
- 改築年 - 2002年（平成14年7月）
- 構造・規模 - SRC、地上15階、地下2階建

## 交通アクセス
- ポートライナー 中埠頭駅下車、徒歩2分
- ポートライナー 市民広場駅・南公園駅下車、徒歩3分
- ポートライナー みなとじま駅下車、徒歩4分
- 新神戸駅・三宮バスターミナルよりシャトルバス（無料）にて。